# Glenn Flear
Glenn Curtis Flear (Leicester, Anglaterra, 12 de febrer de 1959) és un jugador d'escacs anglès que té el títol de Gran Mestre. Viu actualment a Montpeller, França. És autor de diversos llibres, alguns sobre obertures d'escacs i altres sobre finals. Va rebre el títol de Mestre Internacional el 1983 i el títol de Gran Mestre el 1987.
A la llista d'Elo de la FIDE de l'abril de 2022, hi tenia un Elo de 2418 punts, cosa que en feia el jugador número 20 (en actiu) d'Anglaterra. El seu màxim Elo va ser de 2527 punts, a la llista del juliol de 2003.

## Resultats destacats en competició
Flear va protagonitzar una de les més grans sorpreses dels tornejos d'escacs quan, com a substitut d'última hora, va guanyar el fort torneig de Londres de 1986 (per davant de Chandler, Short, Nunn, Ribli, Polugaievski, Portisch, Spasski, Vaganian, Speelman i Larsen, entre d'altres). Per completar la feliç ocasió, es va casar amb la cinc vegades campiona francesa femenina Christine Leroy durant l'esdeveniment. Tenen dos fills, James i Nathan.
També va representar Anglaterra al Campionat del món per equips a Lucerna el 1985, a l'Olimpíada de Dubai de 1986 (aconseguint una medalla de plata per equips) i al Campionat d'Europa d'escacs per equips a Plòvdiv el 2003.

## Obres seleccionades
- Improve Your Endgame Play, 2000, Everyman Chess. ISBN 1-85744-246-6.
- Open Ruy Lopez, 2000, Everyman Chess. ISBN 978-1857442618.
- Mastering the Endgame, 2001, Everyman Chess. ISBN 1-85744-233-4.
- Test Your Endgame Thinking, 2002, Everyman Chess. ISBN 1-85744-305-5.
- The ...a6 Slav: The Tricky and Dynamic Lines with...a6. 2005, Everyman Chess. ISBN 1857443209.
- Starting Out: Pawn Endings, 2004, Everyman Chess. ISBN 1-85744-362-4.
- Starting Out: Slav & Semi-Slav, 2005, Everyman Chess. ISBN 1857443934.
- Practical Endgame Play – Beyond the Basics: the Definitive Guide to the Endgames that Really Matter, 2007, Everyman Chess. ISBN 978-1-85744-555-8
- Starting Out: Open Games, 2010, Everyman Chess. ISBN 1857446305.
- Tactimania: Find the Winning Combination, 2011, Quality Chess. ISBN 1-90655-298-3.